# Municipio de Potter (Dakota del Norte)
El municipio de Potter (en inglés: Potter Township) es un municipio ubicado en el condado de Barnes en el estado estadounidense de Dakota del Norte. En el año 2010 tenía una población de 34 habitantes y una densidad poblacional de 0,37 personas por km².

## Geografía
El municipio de Potter se encuentra ubicado en las coordenadas 46°56′16″N 98°15′33″O / 46.93778, -98.25917. Según la Oficina del Censo de los Estados Unidos, el municipio tiene una superficie total de 92.09 km², de la cual 84,87 km² corresponden a tierra firme y (7,84 %) 7,22 km² es agua.

## Demografía
Según el censo de 2010, había 34 personas residiendo en el municipio de Potter. La densidad de población era de 0,37 hab./km². De los 34 habitantes, el municipio de Potter estaba compuesto por el 100 % blancos. Del total de la población el 0 % eran hispanos o latinos de cualquier raza.